# Nati il 7 settembre
| Questa pagina contiene informazioni ricavate automaticamente dalle voci biografiche con l'ausilio del template Bio e di un bot. L'aggiornamento è periodico e automatico e ricostruisce completamente la pagina. Se manca una persona in questa lista, sei pregato di non aggiungerla, ma accertati piuttosto che la sua voce biografica contenga il template Bio e che i dati anagrafici siano correttamente compilati. Se il template Bio manca, inseriscilo tu stesso o, in alternativa, metti l'avviso {{tmp\|Bio}} che ne segnala la mancanza. Se i dati riportati sono sbagliati, correggi direttamente la voce biografica; le modifiche saranno visibili in questa lista entro pochi giorni. Per chiarimenti vedi il progetto biografie. La lista contiene solo le 1.140 persone che sono citate nell'enciclopedia e per le quali è stato implementato correttamente il template Bio. Pagina aggiornata al 17 ago 2025. |

## X secolo(1)
- 923 - Suzaku, imperatore giapponese († 952)

## XIV secolo(1)
- 1388 - Giovanni Maria Visconti, duca († 1412)

## XV secolo(3)
- 1419 - Isabella Paleologa, nobile († 1475)
- 1448 - Enrico di Württemberg, nobile tedesco († 1519)
- 1454 - Giuliano Tornabuoni, vescovo cattolico italiano

## XVI secolo(9)
- 1524 - Thomas Erastus, teologo e medico svizzero († 1583)
- 1533 - Elisabetta I d'Inghilterra, regina († 1603)
- 1545 - Eitel Federico IV di Hohenzollern, conte († 1605)
- 1547 - Giovanni Maria Boldù, politico italiano († 1624)
- 1548 - Filippo Boncompagni, cardinale italiano († 1586)
- 1568 - Gabriele Caliari, pittore italiano († 1630)
- 1584 - Erpenius, orientalista olandese († 1624)
- 1587 - Albertino Barisoni, vescovo cattolico e letterato italiano († 1667)
- 1587 - Fabrizio Bartoletti, anatomista e filosofo italiano († 1630)

## XVII secolo(16)
- 1625 - Enrico Federico di Hohenlohe-Langenburg, conte tedesco († 1699)
- 1636 - Alexandros Mavrokordatos, diplomatico ottomano († 1709)
- 1641 - Giovanni Cristiano I di Eggenberg, nobile boemo († 1710)
- 1641 - Tokugawa Ietsuna, militare giapponese († 1680)
- 1650 - Juan Manuel Fernández Pacheco, nobile spagnolo († 1725)
- 1655 - Ferdinand August von Lobkowicz, nobile e diplomatico ceco († 1715)
- 1661 - Gunno Eurelius Dahlstierna, poeta svedese († 1709)
- 1664 - Lorenzo Maria Mariani, religioso, antiquario e genealogista italiano († 1738)
- 1668 - Laurenz Tanner, politico svizzero († 1729)
- 1671 - Antoine Danchet, drammaturgo, librettista e poeta francese († 1748)
- 1681 - Bernardino Perfetti, giurista e poeta italiano († 1746)
- 1683 - Maria Anna d'Asburgo, regina († 1754)
- 1693 - Vittorio I di Anhalt-Bernburg-Schaumburg-Hoym, principe tedesco († 1772)
- 1694 - Johan Ludvig Holstein-Ledreborg, politico danese († 1763)
- 1696 - Angelo Calogerà, religioso e scrittore italiano († 1766)
- 1698 - Pietro e Girolamo Ballerini, presbitero, teologo e filologo italiano († 1769)

## XVIII secolo(31)
- 1704 - Donato Del Piano, organaro e presbitero italiano († 1785)
- 1704 - John Hope, II conte di Hopetoun, nobile scozzese († 1781)
- 1705 - Matthäus Günther, pittore tedesco († 1788)
- 1707 - Georges-Louis Leclerc de Buffon, nobile, naturalista e matematico francese († 1788)
- 1713 - Felicita Sartori, miniaturista e pittrice italiana († 1782)
- 1723 - Jacques Pierre Abbatucci, generale italiano († 1813)
- 1724 - Jean d'Arcet, chimico francese († 1801)
- 1725 - William Duesbury, imprenditore inglese († 1786)
- 1726 - François-André Danican Philidor, compositore e scacchista francese († 1795)
- 1729 - Pietro Antonio Novelli, pittore, incisore e scrittore italiano († 1804)
- 1731 - Elisabetta de Gambarini, compositrice, organista e soprano inglese († 1765)
- 1738 - Agustín Ayestarán Landa, vescovo cattolico spagnolo († 1804)
- 1740 - Fortunato Pinto, arcivescovo cattolico italiano († 1825)
- 1740 - Johan Tobias Sergel, scultore svedese († 1814)
- 1742 - Aleksandr Onisimovič Ablesimov, scrittore e librettista russo († 1783)
- 1750 - Giovanni Fraschina, vescovo cattolico svizzero († 1837)
- 1755 - Bernardino Poggi, fantino italiano († 1810)
- 1756 - Willem Bilderdijk, poeta olandese († 1831)
- 1762 - Louis-Marie-Céleste d'Aumont, nobile, generale e politico francese († 1831)
- 1764 - Pierre Lorillard II, imprenditore statunitense († 1843)
- 1767 - Carlo Ferrarini, militare e patriota italiano († 1830)
- 1769 - Caroline Pichler, scrittrice, poetessa e critica letteraria austriaca († 1843)
- 1782 - Antal Rudolf Apponyi, diplomatico ungherese († 1852)
- 1782 - Maria Elisabetta Guglielmina di Baden, duchessa († 1808)
- 1782 - Susan Edmonstone Ferrier, romanziera scozzese († 1854)
- 1788 - Georges Allamand, politico francese († 1855)
- 1790 - Giuseppe Craffonara, pittore italiano († 1837)
- 1790 - Bertrand-Sévère Mascarou-Laurence, vescovo cattolico francese († 1870)
- 1791 - Giuseppe Gioachino Belli, poeta italiano († 1863)
- 1795 - John Polidori, medico, scrittore e poeta britannico († 1821)
- 1797 - Giuseppe Tranchina, medico italiano († 1837)

## XIX secolo(149)
- 1801 - Hortense Allart, scrittrice e saggista francese († 1879)
- 1801 - Giovanni Andrea Darif, pittore italiano († 1870)
- 1805 - Julie Dorus-Gras, soprano belga († 1896)
- 1806 - Christian August Friedrich Peters, astronomo tedesco († 1880)
- 1807 - Johann Wilhelm Schirmer, pittore tedesco († 1863)
- 1807 - Henry Sewell, politico neozelandese († 1879)
- 1810 - Leone Carpi, economista, politico e giornalista italiano († 1898)
- 1810 - Hermann Heinrich Gossen, economista tedesco († 1858)
- 1811 - Carlo Antonio di Hohenzollern-Sigmaringen, principe († 1885)
- 1814 - William Butterfield, architetto britannico († 1900)
- 1815 - Howell Cobb, politico e generale statunitense († 1868)
- 1815 - John McDouall Stuart, esploratore britannico († 1866)
- 1816 - Ferdinand von Hebra, dermatologo austriaco († 1880)
- 1816 - Ernestine von Fricken, pianista boema († 1844)
- 1817 - Luisa d'Assia-Kassel, principessa tedesca († 1898)
- 1819 - Jeanne Arnould-Plessy, attrice teatrale francese († 1897)
- 1821 - Vittore Tasca, patriota e politico italiano († 1891)
- 1826 - Armand David, missionario, zoologo e botanico francese († 1900)
- 1829 - Charles-Alexandre Coëssin de la Fosse, pittore e incisore francese († 1910)
- 1829 - Ferdinand Vandeveer Hayden, geologo statunitense († 1887)
- 1829 - Friedrich August Kekulé von Stradonitz, chimico tedesco († 1896)
- 1830 - Mary Treat, divulgatrice scientifica e attivista statunitense († 1923)
- 1831 - Alexandre Falguière, pittore e scultore francese († 1900)
- 1831 - Alfonso Visocchi, politico italiano († 1909)
- 1832 - Emilio Castelar, scrittore e politico spagnolo († 1899)
- 1833 - Edward B. Pond, politico statunitense († 1910)
- 1833 - Sophus Jacobsen, pittore norvegese († 1912)
- 1833 - Cesare Valperga di Masino, politico italiano († 1904)
- 1834 - Édouard Pailleron, poeta e commediografo francese († 1899)
- 1835 - Enrico Bottini, chirurgo e politico italiano († 1903)
- 1836 - Roberto Barracco, politico italiano († 1917)
- 1836 - Henry Campbell-Bannerman, politico britannico († 1908)
- 1837 - Olive Oatman, esploratrice statunitense († 1903)
- 1837 - Samuel Rosenthal, scacchista e giornalista polacco († 1902)
- 1839 - Patricio Montojo y Pasarón, ammiraglio spagnolo († 1917)
- 1840 - Sisowath, re cambogiano († 1927)
- 1842 - Ulderico Levi, militare, politico e filantropo italiano († 1922)
- 1842 - Maria Josefa Sancho de Guerra, religiosa spagnola († 1912)
- 1842 - Knud Johannes Vogelius Steenstrup, geologo e esploratore danese († 1913)
- 1842 - Johannes Zukertort, scacchista polacco († 1888)
- 1844 - Behanzin, re († 1906)
- 1846 - Joaquín Costa, politologo spagnolo († 1911)
- 1848 - Emma Cooke, arciera statunitense († 1929)
- 1850 - Friedrich Martius, medico tedesco († 1923)
- 1851 - Edward Asahel Birge, docente statunitense († 1950)
- 1855 - Adriano Colocci, politico, fotografo e giornalista italiano († 1941)
- 1855 - William Friese-Greene, regista, fotografo e inventore inglese († 1921)
- 1855 - Antonino Martino, avvocato e politico italiano († 1935)
- 1856 - Julie Laurberg, fotografa e regista danese († 1925)
- 1857 - Elisabetta di Anhalt, nobile tedesca († 1933)
- 1857 - Charles Malato, scrittore, giornalista e anarchico francese († 1938)
- 1857 - Clinio Quaranta, traduttore, critico letterario e poeta italiano († 1929)
- 1858 - Emma Turolla, cantante lirica italiana († 1943)
- 1859 - Juan Campisteguy, politico uruguaiano († 1937)
- 1859 - Paul Gervais, pittore francese († 1944)
- 1860 - Carlo Manenti, giurista italiano († 1929)
- 1860 - Grandma Moses, pittrice statunitense († 1961)
- 1860 - Jacques Sautereau, giocatore di croquet francese († 1936)
- 1861 - Marie-Pauline Martin, monaca cristiana francese († 1951)
- 1863 - Winifred Cavendish-Bentinck, duchessa di Portland, nobildonna e attivista inglese († 1954)
- 1863 - Jens Ferdinand Willumsen, pittore danese († 1958)
- 1864 - Émile Chautard, regista, attore e sceneggiatore statunitense († 1934)
- 1864 - Giovanni Tebaldini, organista, compositore e musicologo italiano († 1952)
- 1866 - Tristan Bernard, scrittore, commediografo e giornalista francese († 1947)
- 1867 - Albert Bassermann, attore tedesco († 1952)
- 1867 - Camilo Pessanha, poeta portoghese († 1926)
- 1868 - Josephine Ditt, attrice statunitense († 1939)
- 1868 - Giacomo De Martino, nobile, diplomatico e politico italiano († 1957)
- 1868 - Bianca di Borbone-Spagna, principessa spagnola († 1949)
- 1870 - Ferdinando Bocca, imprenditore e politico italiano († 1935)
- 1870 - Aleksandr Ivanovič Kuprin, scrittore russo († 1938)
- 1872 - Daniel Brottier, presbitero francese († 1936)
- 1872 - Carlos Magalhães de Azeredo, diplomatico, scrittore e poeta brasiliano († 1963)
- 1872 - Carlo Martinelli, politico italiano († 1926)
- 1873 - Carl Lotus Becker, storico statunitense († 1945)
- 1873 - Giulio Buonamici, etruscologo e filologo italiano († 1946)
- 1874 - Albert Tullgren, zoologo e aracnologo svedese († 1958)
- 1874 - Orien Vernon, tennista statunitense († 1951)
- 1875 - Gavino Dessì Deliperi, politico e avvocato italiano († 1950)
- 1876 - Francesco Buhagiar, politico maltese († 1934)
- 1877 - Charles Collignon, schermidore francese († 1945)
- 1877 - Edward Cecil Tattersall, compositore di scacchi britannico († 1957)
- 1878 - Alessandro Brizi, economista e politico italiano († 1955)
- 1878 - James Hubert Price, politico statunitense († 1943)
- 1878 - Stefan I di Bulgaria, vescovo ortodosso e teologo bulgaro († 1957)
- 1879 - Andon Beça, politico albanese († 1944)
- 1879 - Francesco Giuseppe di Braganza, principe e ufficiale portoghese († 1919)
- 1879 - Hampton Del Ruth, sceneggiatore, regista e attore statunitense († 1958)
- 1881 - Livio Pavanelli, attore, sceneggiatore e regista italiano († 1958)
- 1881 - Guido da Verona, poeta e scrittore italiano († 1939)
- 1882 - August Thienemann, limnologo tedesco († 1960)
- 1884 - Sekula Drljević, politico montenegrino († 1945)
- 1884 - Robert Moraht, militare tedesco († 1956)
- 1885 - Eleonore Baur, infermiera tedesca († 1981)
- 1885 - Franz Eichhorst, pittore e incisore tedesco († 1948)
- 1885 - Erminio Rovida, generale italiano († 1970)
- 1885 - Filippo Vassalli, giurista italiano († 1955)
- 1885 - Elinor Wylie, poetessa e scrittrice statunitense († 1928)
- 1885 - Jan Josef Švagr, architetto ceco († 1969)
- 1886 - Mario Balotta, generale italiano († 1963)
- 1886 - Barney Furey, attore statunitense († 1938)
- 1887 - Arthur Knight, calciatore inglese († 1956)
- 1887 - Edith Sitwell, poetessa e saggista inglese († 1964)
- 1888 - Oriolo Frezzotti, architetto e urbanista italiano († 1965)
- 1888 - Guido Lami, generale italiano († 1941)
- 1888 - Muhammad Shah II di Terengganu, sovrano malese († 1956)
- 1889 - Bruno Angoletta, illustratore e fumettista italiano († 1954)
- 1889 - Bruce Frederick Cummings, biologo e scrittore inglese († 1919)
- 1889 - Antonio De Berti, politico italiano († 1952)
- 1889 - Albert Plesman, pioniere dell'aviazione e imprenditore olandese († 1953)
- 1889 - Eugenio Prati, scultore e pittore italiano († 1979)
- 1889 - Clemente Serventi, tennista, calciatore e dirigente sportivo italiano († 1974)
- 1889 - Louis Würsten, calciatore svizzero († 1958)
- 1890 - Lew Meehan, attore statunitense († 1951)
- 1890 - Silvio Secchi, allenatore di calcio e calciatore italiano († 1970)
- 1891 - René Bouscat, generale francese († 1970)
- 1891 - Georges Cuisenaire, pedagogo, insegnante e inventore belga († 1975)
- 1891 - Roscoe Karns, attore statunitense († 1970)
- 1891 - Georg Waitz, calciatore norvegese († 1948)
- 1892 - Julius Baruch, lottatore e sollevatore tedesco († 1945)
- 1892 - Michele Cascella, pittore italiano († 1989)
- 1892 - Harry Ivarson, regista e sceneggiatore norvegese († 1967)
- 1893 - Leslie Hore-Belisha, politico britannico († 1957)
- 1893 - F. Richard Jones, regista e produttore cinematografico statunitense († 1930)
- 1893 - Ernst Schirlitz, ammiraglio tedesco († 1978)
- 1894 - Gala Éluard Dalí, modella e artista russa († 1982)
- 1894 - Sunjeonghyo di Corea, sovrana coreana († 1966)
- 1894 - George Waggner, regista, sceneggiatore e produttore cinematografico statunitense († 1984)
- 1895 - Giuseppe Bernardoni, ostacolista e velocista italiano († 1942)
- 1895 - Brian Horrocks, generale britannico († 1985)
- 1895 - Jacques Vaché, scrittore francese († 1919)
- 1896 - Arturo Dell'Oro, aviatore italiano († 1917)
- 1896 - Antonio Di Donato, sindacalista e politico italiano († 1965)
- 1896 - Giuseppe Germani, calciatore e arbitro di calcio italiano († 1978)
- 1896 - Jack Stevens, generale e dirigente pubblico australiano († 1969)
- 1896 - Regino Sáinz de la Maza, chitarrista spagnolo († 1981)
- 1896 - Jesús María de Leizaola, politico spagnolo († 1989)
- 1897 - Herbert A.E. Böhme, attore e doppiatore tedesco († 1984)
- 1897 - Gustavo Sanvenero Rosselli, medico italiano († 1974)
- 1898 - Theodor Lohrmann, calciatore tedesco († 1971)
- 1898 - Mario Loreti, ingegnere e architetto italiano († 1968)
- 1898 - Luigia Maria Pucheria Borgato, religiosa italiana († 1945)
- 1898 - Henry Morton Robinson, scrittore, poeta e saggista statunitense († 1961)
- 1899 - Emilio de la Forest de Divonne, dirigente sportivo italiano († 1961)
- 1899 - Ferenc Kropacsek, calciatore ungherese († 1993)
- 1899 - Arnt Simensen, calciatore norvegese († 1947)
- 1900 - Joan Cross, soprano, regista teatrale e direttrice artistica britannica († 1993)
- 1900 - Taylor Caldwell, scrittrice britannica († 1985)
- 1900 - Giuseppe Zangara, criminale italiano († 1933)

## XX secolo(911)
- 1901 - Marcello Giustiniani, dirigente sportivo italiano († 1977)
- 1901 - Armiro Yaria, pittore italiano († 1980)
- 1901 - 'Abd Allah al-Yafi, politico libanese († 1986)
- 1902 - Roy Barcroft, attore statunitense († 1969)
- 1902 - Antonio Carini, partigiano e antifascista italiano († 1944)
- 1902 - Jacques Couelle, architetto e scenografo francese († 1996)
- 1902 - Kim Sowol, poeta coreano († 1934)
- 1902 - Gheorghe Vasilichi, politico rumeno († 1974)
- 1903 - Gutierrez Michele Spadafora, politico italiano († 1987)
- 1903 - Margaret Landon, scrittrice statunitense († 1993)
- 1903 - Dario Pratoverde, calciatore italiano († 1930)
- 1905 - Claudie Clèves, attrice e sceneggiatrice francese († 1996)
- 1905 - Eskil Lundahl, nuotatore svedese († 1992)
- 1905 - Arturo Maghizzano, attore teatrale italiano († 1970)
- 1905 - Nardo Pajella, scultore e pittore italiano († 1968)
- 1905 - Dino Torreggiani, presbitero italiano († 1983)
- 1906 - Herbert George Dymott, militare britannico († 1942)
- 1907 - Bruno Castellani, calciatore italiano
- 1907 - Olle Källgren, calciatore svedese († 1983)
- 1907 - John Lander, canottiere britannico († 1941)
- 1907 - Nenad Petrović, compositore di scacchi croato († 1989)
- 1907 - Alexandre Serebriakoff, pittore e illustratore russo († 1995)
- 1907 - Virgil Trandafirescu, militare e aviatore rumeno († 1944)
- 1908 - Paul Brown, allenatore di football americano statunitense († 1991)
- 1908 - Michael E. DeBakey, cardiochirurgo statunitense († 2008)
- 1908 - Max Kaminsky, trombettista statunitense († 1994)
- 1908 - Merna Kennedy, attrice statunitense († 1944)
- 1909 - Clara Calamai, attrice italiana († 1998)
- 1909 - Greville Howard, nobile e politico britannico († 1987)
- 1909 - Elia Kazan, regista, sceneggiatore e attore greco († 2003)
- 1909 - Giuseppe Salari, politico italiano († 2004)
- 1909 - Friedrich Scherfke, calciatore polacco († 1983)
- 1910 - Clara Padoa, attrice italiana († 1974)
- 1910 - Jack Shea, pattinatore di velocità su ghiaccio statunitense († 2002)
- 1910 - József Várszegi, giavellottista ungherese († 1977)
- 1910 - Lee Wallard, pilota automobilistico statunitense († 1963)
- 1911 - Karel Hes, calciatore cecoslovacco († 1947)
- 1911 - Zvonko Jazbec, calciatore jugoslavo († 1970)
- 1911 - Fred Moore, animatore statunitense († 1952)
- 1911 - Francesco Volpi, calciatore italiano
- 1911 - Todor Živkov, politico bulgaro († 1998)
- 1912 - Giovanni Maria Bertin, pedagogista e filosofo italiano († 2002)
- 1912 - Renato Bizzozzero, calciatore svizzero († 1994)
- 1912 - Francesco Giovanni Bonifacio, presbitero italiano († 1946)
- 1912 - Luciano Degara, calciatore italiano († 1992)
- 1912 - Mariana Drăgescu, aviatrice romena († 2013)
- 1912 - David Packard, imprenditore, ingegnere e politico statunitense († 1996)
- 1913 - Martin Charteris, barone Charteris di Amisfield, ufficiale scozzese († 1999)
- 1913 - Livio Galanti, critico letterario italiano († 1995)
- 1913 - Luigi Giorgi, militare italiano († 1945)
- 1913 - Villem Kapp, compositore, organista e docente estone († 1964)
- 1913 - Bertalan Papp, schermidore ungherese († 1992)
- 1913 - Anthony Quayle, attore britannico († 1989)
- 1913 - Oswald Szemerényi, glottologo e linguista ungherese († 1996)
- 1913 - Vinicio Tumiati, calciatore italiano
- 1914 - James Van Allen, fisico statunitense († 2006)
- 1914 - Lída Baarová, attrice ceca († 2000)
- 1914 - Gastone Bettanini, impresario teatrale e attore italiano († 1993)
- 1914 - Dixon Fiske, pallanuotista statunitense († 1970)
- 1914 - Ilmari Tapiovaara, designer finlandese († 1999)
- 1915 - Maria Corti, filologa, critica letteraria e scrittrice italiana († 2002)
- 1915 - Jock Dodds, calciatore scozzese († 2007)
- 1915 - Oskar Formánek, vescovo cattolico slovacco († 1991)
- 1915 - Kiyoshi Itō, matematico giapponese († 2008)
- 1915 - Wibs Kautz, cestista statunitense († 1979)
- 1915 - Rube Lautenschlager, cestista statunitense († 1992)
- 1915 - Gerard Ross Norton, militare sudafricano († 2004)
- 1915 - Vincenzo Spinoso, scrittore, giornalista e poeta italiano († 1951)
- 1916 - Raffaele Arecco, pittore e incisore italiano († 1998)
- 1916 - Charles Vanden Wouwer, calciatore belga († 1989)
- 1917 - John Cornforth, chimico australiano († 2013)
- 1917 - Alessandro Delmastro, partigiano italiano († 1944)
- 1917 - Giannino Di Teodoro, allenatore di calcio e calciatore italiano
- 1917 - Jacob Lawrence, pittore statunitense († 2000)
- 1917 - Amos Paoli, partigiano italiano († 1944)
- 1917 - Giancarlo Zoli, avvocato e politico italiano († 2007)
- 1918 - Göte Hagström, siepista e mezzofondista svedese († 2014)
- 1919 - Louise Bennett, poetessa e scrittrice giamaicana († 2006)
- 1919 - Pietro Degano, calciatore italiano († 1978)
- 1919 - Agnieszka Dowbor-Muśnicka, partigiana polacca († 1940)
- 1919 - John Mills, cestista statunitense († 1995)
- 1919 - José Mota, calciatore portoghese
- 1919 - Alberic Schotte, ciclista su strada, pistard e dirigente sportivo belga († 2004)
- 1919 - Johanna von Trapp, cantante austriaca († 1994)
- 1920 - Al Caiola, chitarrista, arrangiatore e compositore statunitense († 2016)
- 1920 - Flora Carosello, attrice e doppiatrice italiana († 2015)
- 1921 - Ernesto Candia, calciatore e allenatore di calcio argentino († 1973)
- 1921 - Enrico D'Alessandro, commediografo, regista teatrale e critico teatrale italiano († 2010)
- 1921 - Antonio Gelabert, ciclista su strada spagnolo († 1956)
- 1921 - André Grosjean, pallanuotista svizzero († 2006)
- 1921 - Lucien Jerphagnon, storico e filosofo francese († 2011)
- 1921 - Venero Mangano, mafioso statunitense († 2017)
- 1921 - Roberto Marmugi, politico, partigiano e sindacalista italiano († 1972)
- 1921 - Benny Michaux, allenatore di calcio e calciatore lussemburghese († 1987)
- 1921 - Alfred Schild, fisico statunitense († 1977)
- 1922 - Paulo Autran, attore brasiliano († 2007)
- 1923 - Peter Lawford, attore e socialite britannico († 1984)
- 1923 - Tonino Micheluzzi, attore e drammaturgo italiano († 1991)
- 1923 - Augusto Muscella, poeta e scrittore italiano
- 1923 - Riccardo Picchio, slavista italiano († 2011)
- 1924 - Charles Braswell, attore statunitense († 1974)
- 1924 - Jack Hewson, cestista statunitense († 2012)
- 1924 - Daniel Inouye, politico statunitense († 2012)
- 1924 - Leonard Rosenman, compositore statunitense († 2008)
- 1925 - Laura Ashley, stilista, designer e imprenditrice britannica († 1985)
- 1925 - Oreste Benzi, presbitero e educatore italiano († 2007)
- 1925 - Antonio Castellaccio, politico italiano († 1990)
- 1925 - Robert Jastrow, fisico e astronomo statunitense († 2008)
- 1926 - Samuel Goldwyn Jr., produttore cinematografico statunitense († 2015)
- 1926 - Begoña Izquierdo, pittrice spagnola († 1999)
- 1926 - Erich Juskowiak, calciatore tedesco († 1983)
- 1926 - Don Messick, doppiatore statunitense († 1997)
- 1926 - Aaron Schroeder, cantautore e produttore discografico statunitense († 2009)
- 1926 - Ed Warren, scrittore statunitense († 2006)
- 1927 - François Billetdoux, drammaturgo francese († 1991)
- 1927 - Sigisbert Kraft, vescovo vetero-cattolico tedesco († 2006)
- 1927 - Bo Larsson, pallanuotista svedese († 1977)
- 1927 - Elio Morille, canottiere italiano († 1998)
- 1927 - Nívio, calciatore brasiliano († 1981)
- 1927 - Carlos Romero, calciatore uruguaiano († 1999)
- 1927 - Rossana Rory, attrice e modella italiana († 2020)
- 1928 - Walter Zwi Bacharach, storico tedesco († 2014)
- 1928 - Joseph Baumgarten, archeologo austriaco († 2008)
- 1928 - Al McGuire, cestista e allenatore di pallacanestro statunitense († 2001)
- 1928 - Irena Sedlecká, scultrice ceca († 2020)
- 1929 - Jeff Hall, calciatore inglese († 1959)
- 1929 - Kenny Howard, artista e decoratore statunitense († 1992)
- 1929 - Bobby Johnstone, calciatore scozzese († 2001)
- 1929 - Yves Lacoste, geografo francese
- 1929 - Clyde Lovellette, cestista statunitense († 2016)
- 1929 - T.P. McKenna, attore irlandese († 2011)
- 1929 - John Milford, attore statunitense († 2000)
- 1929 - Enrico Pagani, cestista italiano († 1998)
- 1930 - Julio Abbadie, calciatore uruguaiano († 2014)
- 1930 - Baldovino del Belgio, sovrano belga († 1993)
- 1930 - Luigi Borsoi, cestista italiano († 1957)
- 1930 - Emilia Cundari, soprano italiano († 2005)
- 1930 - Ferruccio Jakomin, poeta italiano († 1958)
- 1930 - Yuan Longping, agronomo cinese († 2021)
- 1930 - Sonny Rollins, sassofonista e compositore statunitense
- 1931 - Mario Galli, micologo italiano († 1981)
- 1931 - Ken McIntyre, musicista statunitense († 2001)
- 1931 - Josep Lluís Núñez, dirigente sportivo spagnolo († 2018)
- 1931 - Rudolf Schlegelmilch, fisico e paleontologo tedesco († 2018)
- 1932 - John Paul Getty Jr., filantropo britannico († 2003)
- 1932 - Giuliano Pontara, filosofo italiano
- 1933 - Gianni Marchetti, compositore, arrangiatore e direttore d'orchestra italiano († 2012)
- 1933 - Lamberto Mari, ex tuffatore italiano
- 1933 - Tomoko Ohta, biologa e genetista giapponese
- 1933 - Ela Bhatt, attivista indiana († 2022)
- 1933 - Giovanna Righini Ricci, insegnante, pedagogista e scrittrice italiana († 1993)
- 1933 - Lonnie Zamora, poliziotto statunitense († 2009)
- 1934 - Omar Karami, politico libanese († 2015)
- 1934 - Little Milton, musicista e cantante statunitense († 2005)
- 1934 - Juan Vicéns, cestista portoricano († 2007)
- 1935 - Francesco Conz, editore italiano († 2010)
- 1935 - Abdou Diouf, politico senegalese
- 1935 - Jorge Griffa, calciatore argentino († 2024)
- 1935 - Pedro Manfredini, calciatore argentino († 2019)
- 1935 - Dick O'Neal, cestista statunitense († 2013)
- 1935 - Nicola Piepoli, sondaggista e imprenditore italiano
- 1935 - Sergio Rossi, stilista e imprenditore italiano († 2020)
- 1936 - Adelchi Galloni, illustratore italiano
- 1936 - Virginio Gazzolo, attore italiano
- 1936 - Marisa Gentilin, cestista italiana († 2021)
- 1936 - Bruce Gray, attore canadese († 2017)
- 1936 - Brian Hart, pilota automobilistico e imprenditore britannico († 2014)
- 1936 - Buddy Holly, cantautore e chitarrista statunitense († 1959)
- 1936 - Bob Krieger, fotografo e scultore italiano († 2020)
- 1936 - Elisabetta Mattana, lunghista italiana
- 1936 - Jean-Yves Tadié, docente e critico letterario francese
- 1937 - Aldo Bello, giornalista, scrittore e poeta italiano († 2011)
- 1937 - Martin Davis, schermidore statunitense († 2022)
- 1937 - Erwin Josef Ender, arcivescovo cattolico tedesco († 2022)
- 1937 - John Phillip Law, attore statunitense († 2008)
- 1937 - Mario Prestamburgo, politico italiano
- 1937 - Olly Wilson, compositore, polistrumentista e musicologo statunitense († 2018)
- 1938 - Jan A. Aertsen, filosofo e teologo olandese († 2016)
- 1938 - Luigina Agostinelli, ex cestista italiana
- 1938 - Ralph Davis, cestista statunitense († 2021)
- 1938 - Muriel Drazien, psicoanalista francese († 2018)
- 1938 - Pavel Grigor'evič Ljubimov, regista sovietico († 2010)
- 1938 - Juanita Millender-McDonald, politica statunitense († 2007)
- 1939 - Riccardo Del Turco, cantautore, musicista e produttore discografico italiano
- 1939 - Carl Dennis, poeta statunitense
- 1939 - Peter Gill, regista teatrale, drammaturgo e direttore artistico gallese
- 1939 - Piero Gratton, designer italiano († 2020)
- 1939 - David Griggs, astronauta statunitense († 1989)
- 1939 - Sue Lloyd, modella, attrice e ballerina britannica († 2011)
- 1939 - Stanislav Evgrafovič Petrov, militare sovietico († 2017)
- 1940 - Dario Argento, regista, sceneggiatore e produttore cinematografico italiano
- 1940 - Roy DeMeo, mafioso statunitense († 1983)
- 1940 - Giuseppe Giacomini, tenore italiano († 2021)
- 1940 - Mario Peña, ex cestista messicano
- 1940 - Simone Theis, nuotatrice lussemburghese
- 1940 - Abdurrahman Wahid, politico indonesiano († 2009)
- 1941 - Giovanni Antonucci, storico, critico teatrale e drammaturgo italiano
- 1941 - Giuseppe Guerrini, vescovo cattolico italiano
- 1941 - György Mezey, allenatore di calcio e ex calciatore ungherese
- 1941 - Giorgio Mondino, politico italiano († 2021)
- 1941 - Bruno Vittiglio, ex ciclista su strada italiano
- 1942 - Nadia Corradi, politica italiana († 2022)
- 1942 - Gianfranco De Marchi, ex calciatore italiano
- 1942 - Sergio Della Pergola, statistico e saggista italiano
- 1942 - Billy Horner, allenatore di calcio e ex calciatore inglese
- 1942 - Toby Kimball, cestista statunitense († 2017)
- 1942 - Alan Oakes, ex calciatore e allenatore di calcio britannico
- 1942 - Gabriele Veneziano, fisico italiano
- 1943 - David Dein, dirigente sportivo inglese
- 1943 - Rocco Filippini, violoncellista svizzero († 2021)
- 1943 - Gloria Gaynor, cantante statunitense
- 1943 - Joe Hamood, cestista statunitense († 1970)
- 1943 - Massimo Mirani, attore e drammaturgo italiano
- 1943 - Dorie Murrey, ex cestista statunitense
- 1943 - Mario Tessuto, cantante italiano († 2024)
- 1943 - Lena Valaitis, cantante tedesca
- 1944 - Cliff Anderson, cestista statunitense († 2021)
- 1944 - Martin Booth, scrittore e poeta britannico († 2004)
- 1944 - Earl Manigault, cestista statunitense († 1998)
- 1944 - Bora Milutinović, allenatore di calcio e ex calciatore serbo
- 1944 - Renato Minore, giornalista, scrittore e poeta italiano
- 1944 - Britt Mjaasund Øyen, atleta paralimpica norvegese
- 1944 - Paola Perissi, annunciatrice televisiva e conduttrice televisiva italiana
- 1944 - Rex Sinquefield, imprenditore e filantropo statunitense
- 1944 - Joe Terry, tastierista e chitarrista statunitense
- 1944 - José Roberto Wright, ex arbitro di calcio brasiliano
- 1945 - Jacques Lemaire, allenatore di hockey su ghiaccio e ex hockeista su ghiaccio canadese
- 1945 - Michele Parrinello, fisico italiano
- 1945 - José Antonio Plá, ex calciatore argentino
- 1945 - Andrea Santoro, prete italiano († 2006)
- 1945 - Peter Storey, ex calciatore inglese
- 1945 - Lou Tepper, allenatore di football americano statunitense
- 1945 - Bob Verga, ex cestista statunitense
- 1946 - Massimo Fecchi, disegnatore e fumettista italiano
- 1946 - Ron Fuller, ex wrestler statunitense
- 1946 - Michael McCarty, attore statunitense († 2014)
- 1946 - Lloyd Pye, scrittore statunitense († 2013)
- 1946 - Francisco Varela, biologo, filosofo e neuroscienziato cileno († 2001)
- 1946 - Jerry Zaks, regista e attore tedesco
- 1947 - Tony Bongiovi, produttore discografico statunitense
- 1947 - Luigi Cozzi, regista, sceneggiatore e saggista italiano
- 1947 - Aldo Gerbino, poeta e medico italiano
- 1947 - Mike Grosso, ex cestista statunitense
- 1947 - Wim Hermsen, ex pallanuotista e astrofisico olandese
- 1947 - Liz Tiberis, editrice britannica († 1999)
- 1947 - John Turner, psicologo britannico († 2011)
- 1947 - William Utay, attore statunitense
- 1947 - Graham Frederick Young, serial killer britannico († 1990)
- 1948 - John Brockington, giocatore di football americano statunitense († 2023)
- 1948 - Géza Gallos, calciatore austriaco († 2013)
- 1948 - Linda Lanzillotta, politica e funzionaria italiana
- 1948 - Aleksej Šumakov, ex lottatore sovietico
- 1949 - Charlie Davis, ex cestista statunitense
- 1949 - Andrés Duany, architetto e urbanista statunitense
- 1949 - Larry Kehres, allenatore di football americano statunitense
- 1949 - Carlos Lehder, criminale colombiano
- 1949 - Damir Šolman, cestista jugoslavo († 2023)
- 1950 - Sandro Boeri, giornalista italiano
- 1950 - Joseph Fontano, danzatore e coreografo statunitense
- 1950 - Maurizio Franzini, economista italiano
- 1950 - Julie Kavner, attrice e doppiatrice statunitense
- 1950 - Mário Sérgio Pontes de Paiva, allenatore di calcio e calciatore brasiliano († 2016)
- 1950 - Farchat Mustafin, ex lottatore sovietico
- 1950 - Peggy Noonan, editorialista statunitense
- 1950 - Corrado Sannucci, cantautore, giornalista e scrittore italiano († 2009)
- 1950 - Vito Teti, scrittore, antropologo e saggista italiano
- 1951 - Morris Albert, cantautore, musicista e compositore brasiliano
- 1951 - Kebede Balcha, maratoneta etiope († 2018)
- 1951 - Luigi Della Pina, politico italiano
- 1951 - Moustafa Diop, ex cestista senegalese
- 1951 - Chrissie Hynde, cantautrice statunitense
- 1951 - Mark Isham, compositore e trombettista statunitense
- 1951 - Bert Jones, ex giocatore di football americano statunitense
- 1951 - Mammutti, attore indiano
- 1951 - Giuni Russo, cantautrice italiana († 2004)
- 1951 - Laurent Ulrich, arcivescovo cattolico francese
- 1951 - Lele Vianello, fumettista e illustratore italiano
- 1951 - Gabino Zavala, vescovo cattolico statunitense
- 1952 - Hodā Barakāt, scrittrice e giornalista libanese
- 1952 - Des Bremner, ex calciatore scozzese
- 1952 - Ernest Carter, batterista statunitense
- 1952 - Branislav Kerac, fumettista e illustratore serbo
- 1952 - Kim Yong-jae, politico e diplomatico nordcoreano
- 1952 - Van'o Kostov, ex calciatore bulgaro
- 1952 - Rudolf Nébald, ex schermidore ungherese
- 1952 - Milan Orlowski, ex tennistavolista ceco
- 1952 - Ricardo Tormo, pilota motociclistico spagnolo († 1998)
- 1952 - Bruno Vicino, dirigente sportivo, ex pistard e ciclista su strada italiano
- 1952 - Vojn Vojnov, allenatore di calcio e ex calciatore bulgaro
- 1952 - Perry Warbington, cestista statunitense († 2008)
- 1953 - Ami Aspelund, cantante finlandese
- 1953 - Enzo D'Alò, regista, animatore e sceneggiatore italiano
- 1953 - N'Yoka Longo, cantante della Repubblica Democratica del Congo
- 1953 - Šime Luketin, ex calciatore croato
- 1953 - Enrico Rondoni, giornalista italiano
- 1953 - Ernesto Stajano, ex magistrato, avvocato e politico italiano
- 1953 - Benmont Tench, tastierista e pianista statunitense
- 1954 - Corbin Bernsen, attore, regista e produttore cinematografico statunitense
- 1954 - Doug Bradley, attore britannico
- 1954 - Maurizio Casasco, politico italiano
- 1954 - Michael Emerson, attore statunitense
- 1954 - Francisco Guterres, politico est-timorese
- 1954 - Mary Hamm, ex tennista statunitense
- 1954 - Sergio Rendine, compositore italiano († 2023)
- 1954 - Tudorel Stoica, ex calciatore rumeno
- 1955 - Mira Bjedov, ex cestista jugoslava
- 1955 - Gert Brauer, calciatore tedesco orientale († 2018)
- 1955 - Phil Dokes, giocatore di football americano statunitense († 1989)
- 1955 - Mira Furlan, attrice e cantante croata († 2021)
- 1955 - Knut Erik Johannessen, ex sciatore alpino norvegese
- 1955 - Andrés Soriano, ex cestista spagnolo
- 1955 - Federico Vercellone, filosofo italiano
- 1955 - Efim Isaakovič Zel'manov, matematico russo
- 1956 - Bob Cryder, ex giocatore di football americano statunitense
- 1956 - Michael Feinstein, cantante statunitense
- 1956 - Annie Genevard, politica francese
- 1956 - Ray Lewington, allenatore di calcio e ex calciatore inglese
- 1956 - Ephraim Mirvis, rabbino britannico
- 1956 - Ladislav Német, cardinale, arcivescovo cattolico e missionario serbo
- 1956 - Sergio Rizzo, giornalista, saggista e politico italiano
- 1956 - Artan Santo, imprenditore e banchiere albanese († 2014)
- 1956 - Byron Stevenson, calciatore gallese († 2007)
- 1956 - Diane Warren, compositrice statunitense
- 1957 - Robin Driscoll, attore e sceneggiatore britannico
- 1957 - Stewart Finlay-McLennan, attore australiano
- 1957 - José Gaitán, ex calciatore argentino
- 1957 - Cheese Johnson, ex cestista statunitense
- 1957 - Anders Jormin, contrabbassista e compositore svedese
- 1957 - Ewa Kasprzyk, ex velocista polacca
- 1957 - Corporal Kirchner, wrestler statunitense († 2021)
- 1957 - John McInerney, cantante britannico
- 1957 - Iskra Mihajlova, politica bulgara
- 1957 - Nasser Mohammadkhani, ex calciatore iraniano
- 1957 - J. Smith-Cameron, attrice statunitense
- 1957 - Jermaine Stewart, cantante statunitense († 1997)
- 1957 - Tommy Thompson, produttore televisivo e sceneggiatore statunitense
- 1957 - Eric Wilson, ex sciatore alpino statunitense
- 1958 - Gabriel Blamo Jubwe, arcivescovo cattolico nigeriano
- 1958 - Joaquín Climent, attore spagnolo
- 1958 - Goran Hadžić, politico serbo († 2016)
- 1958 - Danny Morseu, ex cestista australiano
- 1958 - Marcello Romolo, attore italiano
- 1958 - Vera Storoževa, regista sovietica
- 1958 - Andre Waismann, medico israeliano
- 1958 - Stanislav Zore, arcivescovo cattolico sloveno
- 1959 - Isabelle Borg, artista maltese († 2010)
- 1959 - Guido Cappellini, pilota motonautico italiano
- 1959 - Domingo Cáceres, ex calciatore uruguaiano
- 1959 - Marco Franzelli, giornalista, conduttore televisivo e telecronista sportivo italiano
- 1959 - Alfreð Gíslason, ex pallamanista e allenatore di pallamano islandese
- 1959 - Toshihiko Okimune, ex calciatore giapponese
- 1959 - Thierry Peponnet, ex velista francese
- 1959 - James Schamus, sceneggiatore, produttore cinematografico e regista statunitense
- 1959 - Ray Stewart, allenatore di calcio e ex calciatore scozzese
- 1959 - Drew Weissman, medico statunitense
- 1960 - Luca Baraldi, dirigente sportivo, dirigente d'azienda e ex calciatore italiano
- 1960 - Roberto Bergamaschi, ex calciatore italiano
- 1960 - Nae Caranfil, regista e sceneggiatore romeno
- 1960 - Angelo Davoli, pittore e artista italiano († 2014)
- 1960 - Elsebeth Egholm, scrittrice e giornalista danese
- 1960 - Bob Hartley, allenatore di hockey su ghiaccio canadese
- 1960 - Dušan Pašek, hockeista su ghiaccio e dirigente sportivo cecoslovacco († 1998)
- 1960 - Phillip Rhee, attore e artista marziale statunitense
- 1960 - Anne Serre, scrittrice francese
- 1960 - Igor' Sečin, politico e imprenditore russo
- 1960 - Ersin Tatar, politico cipriota
- 1960 - Rabie Yassin, ex calciatore egiziano
- 1961 - Edy Angelillo, attrice italiana
- 1961 - Sergio Colabona, regista, autore televisivo e sceneggiatore italiano
- 1961 - Enrico Coletti, produttore cinematografico, regista e sceneggiatore italiano
- 1961 - Donald Curry, ex pugile statunitense
- 1961 - Sonja Dragomirova, ex cestista bulgara
- 1961 - Eva Grimaldi, attrice e personaggio televisivo italiana
- 1961 - Jochen Horst, attore tedesco
- 1961 - Chris Owens, attore canadese
- 1961 - József Szájer, politico ungherese
- 1961 - Jean-Yves Thibaudet, pianista francese
- 1962 - Siddiq Barmak, produttore cinematografico, sceneggiatore e regista cinematografico afghano
- 1962 - Daniel Bergman, regista e sceneggiatore svedese
- 1962 - Moreno Burattini, fumettista italiano
- 1962 - Oleksij Danilov, politico e funzionario ucraino
- 1962 - Vincent Ducrot, imprenditore svizzero
- 1962 - Vladislav Đukić, allenatore di calcio e ex calciatore jugoslavo
- 1962 - Jennifer Egan, scrittrice statunitense
- 1962 - Andrew Granville, matematico britannico
- 1962 - Mako Hyōdō, attrice, doppiatrice e cantante giapponese
- 1962 - A.J. Lachowecki, ex giocatore di calcio a 5 statunitense
- 1963 - Neerja Bhanot, modella indiana († 1986)
- 1963 - Fljura Bulatova, ex tennistavolista sovietica
- 1963 - Éric Di Meco, politico e ex calciatore francese
- 1963 - Admir Smajić, allenatore di calcio e ex calciatore jugoslavo
- 1963 - W. Earl Brown, attore e musicista statunitense
- 1964 - Roberto Asquini, politico italiano
- 1964 - Bunna, cantante e chitarrista italiano
- 1964 - Kenny Dyer, allenatore di calcio e ex calciatore montserratiano
- 1964 - Günther Eger, bobbista tedesco
- 1964 - María Fernanda Espinosa, politica, diplomatica e poetessa ecuadoriana
- 1964 - Andy Hug, karateka e kickboxer svizzero († 2000)
- 1964 - João Paulo, ex calciatore brasiliano
- 1964 - Eazy-E, rapper e produttore discografico statunitense († 1995)
- 1964 - Richard Matuszewski, ex tennista statunitense
- 1964 - Andrea Molino, giornalista e conduttore televisivo italiano
- 1964 - Masaki Ogata, goista giapponese
- 1964 - Helir-Valdor Seeder, politico e economista estone
- 1964 - Slavica Slijepčević, ex cestista jugoslava
- 1964 - Fabrizio Zilibotti, economista italiano
- 1965 - Pieter Aldrich, ex tennista sudafricano
- 1965 - Bruce Armstrong, ex giocatore di football americano statunitense
- 1965 - Raffaele Biancucci, ex hockeista su pista italiano
- 1965 - Catalina Botero, avvocata colombiana
- 1965 - William Van Dijck, ex siepista belga
- 1965 - Guto Ferreira, allenatore di calcio brasiliano
- 1965 - Angela Gheorghiu, soprano rumeno
- 1965 - Anton Haralanov, ex cestista bulgaro
- 1965 - Danny Harris, ex ostacolista statunitense
- 1965 - Valerij Korolëv, ex cestista sovietico
- 1965 - Lee Jun-ho, ex pattinatore di short track sudcoreano
- 1965 - Andrea Midena, attore, comico e autore televisivo italiano
- 1965 - Darko Pančev, ex calciatore macedone
- 1965 - Garry Parker, allenatore di calcio e ex calciatore inglese
- 1965 - Jörg Pilawa, conduttore televisivo tedesco
- 1965 - Uta Pippig, ex maratoneta e mezzofondista tedesca
- 1965 - Mirjana Sekulić, ex cestista jugoslava
- 1965 - Tomáš Skuhravý, ex calciatore ceco
- 1965 - Tōwa Tei, disc jockey e produttore discografico giapponese
- 1965 - Andreas Thom, allenatore di calcio e ex calciatore tedesco
- 1966 - Vladimir Andreev, marciatore russo († 2024)
- 1966 - Davide Camarrone, scrittore e giornalista italiano
- 1966 - Nibbs Carter, bassista britannico
- 1966 - Mihriban Er, attrice e doppiatrice turca
- 1966 - Lutz Heilmann, politico e militare tedesco
- 1966 - Toby Jones, attore britannico
- 1966 - Malik Zulu Shabazz, avvocato statunitense
- 1966 - Gunda Niemann-Stirnemann, ex pattinatrice di velocità su ghiaccio tedesca
- 1966 - Germano Tarricone, sceneggiatore e scrittore italiano
- 1966 - Giuseppe Vinci, ex pallamanista e allenatore di pallamano italiano
- 1967 - Gioni Barbera, compositore, arrangiatore e pianista italiano
- 1967 - Gianluca De Angelis, allenatore di calcio e ex calciatore italiano
- 1967 - David Fiorentini, allenatore di calcio e ex calciatore italiano
- 1967 - Chris Frazier, batterista statunitense
- 1967 - Andrea Gibelli, politico italiano
- 1967 - Miguel Ángel Guerrero, ex calciatore colombiano
- 1967 - Peter Heppner, cantante tedesco
- 1967 - Leslie Jones, comica e attrice statunitense
- 1967 - Bruno Mingeon, bobbista francese
- 1967 - Jean-Michel Monin, ex pistard e ciclista su strada francese
- 1967 - Yūji Shiozaki, fumettista giapponese
- 1967 - Nicola Ulivieri, basso-baritono italiano
- 1967 - Jacek Winnicki, allenatore di pallacanestro polacco
- 1967 - Natalia Wörner, attrice tedesca
- 1968 - José María Ceballos, ex calciatore spagnolo
- 1968 - Jarrod Cunningham, rugbista a 15 neozelandese († 2007)
- 1968 - Jan Dam, ex calciatore faroese
- 1968 - Dellera, cantautore e polistrumentista italiano
- 1968 - Marcel Desailly, ex calciatore ghanese
- 1968 - Giuliana Fiorentino, giornalista italiana
- 1968 - Jim Gannon, allenatore di calcio e ex calciatore inglese
- 1968 - Michele Gelsi, allenatore di calcio e ex calciatore italiano
- 1968 - Camille Japy, attrice francese
- 1968 - Manuel Márquez Roca, allenatore di calcio e ex calciatore spagnolo
- 1968 - Pietro Perconti, filosofo italiano
- 1968 - Didier Santini, allenatore di calcio e ex calciatore francese
- 1968 - Mouhamadou Sow, ex cestista senegalese
- 1968 - Giovanni Toti, politico e giornalista italiano
- 1968 - K'akhaber Tskhadadze, allenatore di calcio e ex calciatore georgiano
- 1968 - Erik Williams, ex giocatore di football americano statunitense
- 1969 - Carmen Amoraga, scrittrice e giornalista spagnola
- 1969 - Lan Bale, ex tennista sudafricano
- 1969 - Vladimir Batez, ex pallavolista serbo
- 1969 - Jean-Benoît Dunckel, musicista e cantante francese
- 1969 - Angie Everhart, attrice, supermodella e conduttrice televisiva statunitense
- 1969 - Diane Farr, attrice e scrittrice statunitense
- 1969 - Rudy Galindo, ex pattinatore artistico su ghiaccio statunitense
- 1969 - Bjørn Johansen, allenatore di calcio e ex calciatore norvegese
- 1969 - Kirill Serebrennikov, regista e sceneggiatore russo
- 1970 - Monique Gabriela Curnen, attrice statunitense
- 1970 - Nanne Dahlman, ex tennista finlandese
- 1970 - Gao Min, ex tuffatrice cinese
- 1970 - Giovane Gávio, allenatore di pallavolo, ex pallavolista e ex giocatore di beach volley brasiliano
- 1970 - Gualtiero Isacchi, arcivescovo cattolico italiano
- 1970 - Steven Maeda, produttore cinematografico e sceneggiatore statunitense
- 1970 - Minka, attrice pornografica e modella sudcoreana
- 1970 - Tom Everett Scott, attore statunitense
- 1970 - N'Bushe Wright, attrice statunitense
- 1970 - Wiesław Ziemianin, ex biatleta polacco
- 1971 - Simone Bianchi, ex calciatore sammarinese
- 1971 - James Cudjoe, artista ghanese
- 1971 - John Groce, allenatore di pallacanestro statunitense
- 1971 - Tonny Jensen, ex cestista australiano
- 1971 - Keri Kelli, chitarrista statunitense
- 1971 - Nugzar Lobzhanidze, ex calciatore georgiano
- 1971 - Shane Mosley, ex pugile statunitense
- 1971 - Tomomi Okazaki, ex pattinatrice di velocità su ghiaccio giapponese
- 1971 - Caroline Peters, attrice tedesca
- 1971 - Héctor Robles, ex calciatore cileno
- 1971 - Briana Scurry, ex calciatrice statunitense
- 1971 - Sonja Tate, ex cestista e allenatrice di pallacanestro statunitense
- 1972 - Antonio Arias Alvarenga, arbitro di calcio paraguaiano
- 1972 - Sergio Chiesa, maratoneta e fondista di corsa in montagna italiano
- 1972 - Pablo Lavallén, allenatore di calcio e ex calciatore argentino
- 1972 - David Levithan, scrittore statunitense
- 1972 - Markus Münch, ex calciatore tedesco
- 1972 - Melissa Pasquali, nuotatrice italiana
- 1972 - Jean-Jacques Tizié, ex calciatore ivoriano
- 1973 - Corinne Bonuglia, ballerina e attrice teatrale italiana
- 1973 - Michele Bordo, politico italiano
- 1973 - Inesa Chodova, ex cestista ucraina
- 1973 - Giuseppe Di Grande, ex ciclista su strada italiano
- 1973 - Shannon Elizabeth, attrice statunitense
- 1973 - Denis Kljuev, allenatore di calcio e ex calciatore russo
- 1973 - Alex Kurtzman, sceneggiatore, regista e produttore cinematografico statunitense
- 1973 - Catarina Martins, attrice e politica portoghese
- 1973 - Laura Pamplona, attrice spagnola
- 1973 - Gil Shohat, compositore, direttore d'orchestra e pianista israeliano
- 1973 - Andreas Sofokleous, ex calciatore cipriota
- 1974 - Edoardo Camurri, scrittore, giornalista e conduttore televisivo italiano
- 1974 - Pánfilo Escobar, ex calciatore paraguaiano
- 1974 - Jean-Noël Ferrari, schermidore francese
- 1974 - Mario Frick, allenatore di calcio e ex calciatore liechtensteinese
- 1974 - Silvester Goraseb, ex calciatore namibiano
- 1974 - Stéphane Henchoz, ex calciatore e allenatore di calcio svizzero
- 1974 - Noah Huntley, attore inglese
- 1974 - Lucien Fils Ibara, ex calciatore congolese (Repubblica del Congo)
- 1974 - Kim Ji-young, attrice sudcoreana
- 1974 - Glenn Ljungström, musicista e chitarrista svedese
- 1974 - Antonio McDyess, ex cestista statunitense
- 1974 - Laura Negrisoli, tennistavolista italiana
- 1974 - Greg Newton, ex cestista canadese
- 1974 - Andre Rush, cuoco e personaggio televisivo statunitense
- 1974 - Hiroki Takahashi, doppiatore giapponese
- 1974 - Andrew Wilson, imprenditore australiano
- 1975 - Norifumi Abe, pilota motociclistico giapponese († 2007)
- 1975 - Reto Burgermeister, fondista svizzero
- 1975 - Gabriele Cioffi, allenatore di calcio e ex calciatore italiano
- 1975 - Malik Dixon, ex cestista statunitense
- 1975 - Domonkos Ferjancsik, schermidore ungherese
- 1975 - Marie-Agnès Gillot, ballerina francese
- 1975 - Suguru Itō, ex calciatore giapponese
- 1975 - Andrij Mel'nyk, diplomatico e politico ucraino
- 1975 - Hendrick Mokganyetsi, ex velocista sudafricano
- 1975 - Renato Sobral, artista marziale misto brasiliano
- 1975 - Harold Wallace, allenatore di calcio e ex calciatore costaricano
- 1975 - Whayne Wilson, calciatore costaricano († 2005)
- 1976 - Elena Banfo, ex sciatrice di velocità italiana
- 1976 - Michele Colacino, ex giocatore di football americano italiano
- 1976 - Ryan Costello, politico e avvocato statunitense
- 1976 - Oliver Hudson, attore statunitense
- 1976 - Kim Larsen, ex calciatore norvegese
- 1976 - Ədahim Niftəliyev, ex calciatore azero
- 1976 - Matteo Pesenti, ex pallavolista italiano
- 1976 - Francesc Ramírez, ex calciatore andorrano
- 1976 - María Reyes, modella spagnola
- 1976 - Alain Roca, ex pallavolista cubano
- 1976 - Carl Thomas, ex cestista americo-verginiano
- 1976 - Stanislav Todorov, arbitro di calcio bulgaro
- 1976 - Gábor Vincze, ex calciatore ungherese
- 1977 - Vladimir But, ex calciatore russo
- 1977 - Gabriel Caramarin, allenatore di calcio e ex calciatore rumeno
- 1977 - Wiley Cash, scrittore statunitense
- 1977 - Vítor Castanheira, allenatore di calcio e ex calciatore portoghese
- 1977 - Mateen Cleaves, ex cestista statunitense
- 1977 - Glen Collins, ex calciatore neozelandese
- 1977 - Maud Fontenoy, navigatrice francese
- 1977 - Molly Holly, ex wrestler statunitense
- 1977 - Garry Hay, ex calciatore scozzese
- 1977 - Stephen Hodge, ex cestista americo-verginiano
- 1977 - Marcus Horan, rugbista a 15 e dirigente sportivo irlandese
- 1977 - Viktor Karpenko, ex calciatore uzbeko
- 1977 - Fedde Le Grand, disc jockey e produttore discografico olandese
- 1977 - Jon Macken, ex calciatore inglese
- 1977 - Kensuke Nebiki, ex calciatore giapponese
- 1977 - Ermin Rakovič, ex calciatore sloveno
- 1977 - Siaosi Vaili, ex rugbista a 15 samoano
- 1977 - Dave Ziegler, dirigente sportivo statunitense
- 1978 - Nicolas Bonaventure Ciattoni, attore e doppiatore francese
- 1978 - Salvatore Coccoluto, scrittore, saggista e critico musicale italiano
- 1978 - Matt Cooke, ex hockeista su ghiaccio canadese
- 1978 - Claudio Ferrarese, dirigente sportivo e ex calciatore italiano
- 1978 - Coleby Lombardo, attore statunitense
- 1978 - Wellington Monteiro, ex calciatore brasiliano
- 1978 - Andrés Mosquera, ex calciatore colombiano
- 1978 - Andreína Paniagua, ex cestista dominicana
- 1978 - María Salguero Bañuelos, geofisica e attivista messicana
- 1978 - Devon Sawa, attore canadese
- 1979 - Mary Bronstein, regista, sceneggiatrice e attrice statunitense
- 1979 - Peter Campbell, ex hockeista su ghiaccio canadese
- 1979 - Josh Hammond, attore statunitense
- 1979 - Pavol Hochschorner, canoista slovacco
- 1979 - Peter Hochschorner, canoista slovacco
- 1979 - Corinne Imlig, ex sciatrice alpina svizzera
- 1979 - Tariq Kirksay, ex cestista statunitense
- 1979 - Paul Mara, ex hockeista su ghiaccio statunitense
- 1979 - Luca Nannipieri, critico d'arte, storico dell'arte e scrittore italiano
- 1979 - Owen Pallett, compositore, violinista e pianista canadese
- 1980 - Raj Bhavsar, ginnasta statunitense
- 1980 - Nigar Camal, cantante azera
- 1980 - Sara Carrigan, ex ciclista su strada e pistard australiana
- 1980 - Emre Belözoğlu, allenatore di calcio, dirigente sportivo e ex calciatore turco
- 1980 - Marco Grazzini, attore canadese
- 1980 - Alex Hassell, attore britannico
- 1980 - Eduard Lewandowski, hockeista su ghiaccio tedesco
- 1980 - Patrice Luzi, ex calciatore francese
- 1980 - Gabriel Milito, allenatore di calcio e ex calciatore argentino
- 1980 - Javad Nekounam, allenatore di calcio e ex calciatore iraniano
- 1980 - Alassane Ouédraogo, ex calciatore burkinabé
- 1980 - J. D. Pardo, attore e modello statunitense
- 1980 - Rubén Serrano, attore spagnolo
- 1980 - Rikke Skov, ex pallamanista danese
- 1980 - Shamell Stallworth, cestista statunitense
- 1980 - Patxi Usobiaga, arrampicatore spagnolo
- 1981 - Yoann Bourgeois, coreografo, danzatore e scenografo francese
- 1981 - Francesco Capra, sollevatore italiano
- 1981 - Luca Cereda, allenatore di hockey su ghiaccio e ex hockeista su ghiaccio svizzero
- 1981 - Daniel Graf, ex biatleta tedesco
- 1981 - Han Jin-seop, tiratore a volo sudcoreano
- 1981 - Darius Henderson, ex calciatore inglese
- 1981 - Hannah Herzsprung, attrice tedesca
- 1981 - Vladimir Kara-Murza, giornalista, politico e attivista russo
- 1981 - Athena Karkanis, attrice, doppiatrice e cantante canadese
- 1981 - Annie Martin, ex giocatrice di beach volley canadese
- 1981 - Paul McCoy, cantante e chitarrista statunitense
- 1981 - Tat'jana Moiseeva, ex biatleta russa
- 1981 - Marianna Palka, attrice, regista e sceneggiatrice britannica
- 1981 - Richard Vendura, calciatore namibiano († 2003)
- 1981 - Gökhan Zan, ex calciatore e allenatore di calcio turco
- 1981 - Dominique van Hulst, cantante olandese
- 1982 - Kim Butler, ex cestista statunitense
- 1982 - Antonia Campbell-Hughes, attrice britannica
- 1982 - David Dawson, attore britannico
- 1982 - Heike Fischer, tuffatrice tedesca
- 1982 - Tomáš Janíček, ex calciatore ceco
- 1982 - Iamel Kabeu, ex calciatore francese
- 1982 - Marcin Marciniszyn, velocista polacco
- 1982 - Filippo Masoni, ex cestista italiano
- 1982 - Ryōko Shiraishi, doppiatrice e cantante giapponese
- 1982 - Emese Szász, schermitrice ungherese
- 1982 - Jorge Velázquez, calciatore argentino
- 1982 - Kelly Willie, ex velocista statunitense
- 1983 - Serge Angounou, ex cestista camerunese
- 1983 - Benoît Baby, rugbista a 15 francese
- 1983 - Christiane Bauer, ex sciatrice alpina tedesca
- 1983 - Andre Berto, pugile haitiano
- 1983 - Alessandro Caparco, allenatore di calcio e ex calciatore italiano
- 1983 - Francesca Colapietro, attrice, cantante e ballerina italiana
- 1983 - Aleksandr Degtjarëv, ex calciatore russo
- 1983 - Andre Dirrell, pugile statunitense
- 1983 - Chris Kelly, autore televisivo, sceneggiatore e regista statunitense
- 1983 - Taccjana Mazurkevič, pentatleta bielorussa
- 1983 - Pops Mensah-Bonsu, ex cestista e dirigente sportivo britannico
- 1983 - Luke Narraway, ex rugbista a 15 e allenatore di rugby a 15 britannico
- 1983 - Laura Polli, marciatrice svizzera
- 1983 - Mehmet Topuz, ex calciatore turco
- 1983 - Piri Weepu, rugbista a 15 neozelandese
- 1983 - Shanna Zolman, ex cestista statunitense
- 1984 - Anne Breitreiner, ex cestista tedesca
- 1984 - Nikola Drinčić, allenatore di calcio e ex calciatore serbo
- 1984 - Stefano Feltri, giornalista e scrittore italiano
- 1984 - Kay One, rapper tedesco
- 1984 - Ben Hollingsworth, attore canadese
- 1984 - Josef Mifsud, ex calciatore maltese
- 1984 - João Miranda, ex calciatore brasiliano
- 1984 - Emma Moffatt, triatleta australiana
- 1984 - Carla Rebecchi, ex hockeista su prato argentina
- 1984 - Afton Williamson, attrice statunitense
- 1984 - Frank Young, allenatore di pallacanestro e ex cestista statunitense
- 1984 - Vera Zvonarëva, tennista russa
- 1984 - Claiton dos Santos Machado, allenatore di calcio e ex calciatore brasiliano
- 1985 - Eugenio Bianchi, ex fondista italiano
- 1985 - Adam Bodzek, ex calciatore polacco
- 1985 - Jean Carlos Cedeño, calciatore panamense
- 1985 - Wade Davis, ex giocatore di baseball statunitense
- 1985 - Michele Dell'Orco, politico italiano
- 1985 - Alyssa Diaz, attrice statunitense
- 1985 - Adam Eckersley, ex calciatore inglese
- 1985 - Bajram Fetai, ex calciatore macedone
- 1985 - Matthias Kagerhuber, bobbista tedesco
- 1985 - Sangay Khandu, calciatore bhutanese
- 1985 - Aurimas Lankas, canoista lituano
- 1985 - Alena Lanskaja, cantante bielorussa
- 1985 - Márcio Rafael Ferreira de Souza, ex calciatore brasiliano
- 1985 - Georgi Sărmov, ex calciatore bulgaro
- 1985 - Jeff Xavier, ex cestista statunitense
- 1986 - Hamdi Braa, ex cestista tunisino
- 1986 - Brian Brendell, ex calciatore namibiano
- 1986 - Charlie Daniels, ex calciatore inglese
- 1986 - Colin Delaney, wrestler statunitense
- 1986 - Denis Finnegan, triplista irlandese
- 1986 - Fanny Fischer, canoista tedesca
- 1986 - Dragoș Grigore, calciatore rumeno
- 1986 - Denis Istomin, tennista e allenatore di tennis uzbeko
- 1986 - Jamea Jackson, ex tennista statunitense
- 1986 - Betty Ann Bjerkreim Nilsen, orientista e ex fondista norvegese
- 1986 - Ebrahim Savaneh, ex calciatore gambiano
- 1986 - Alexandra Stamatopoulou, nuotatrice greca
- 1986 - Romeu Torres, ex calciatore portoghese
- 1986 - Jodie Turner-Smith, attrice e modella britannica
- 1987 - Mohammad Ahsan, giocatore di badminton indonesiano
- 1987 - Aurea, cantante portoghese
- 1987 - Lily Cowles, attrice statunitense
- 1987 - Tommy Elphick, ex calciatore inglese
- 1987 - Bruno Fornaroli, calciatore uruguaiano
- 1987 - Sam Hird, ex calciatore inglese
- 1987 - Destinee Hooker, pallavolista e ex altista statunitense
- 1987 - Kim Jeong-eun, cestista sudcoreana
- 1987 - Yancy Medeiros, artista marziale misto statunitense
- 1987 - Mistral Raymond, giocatore di football americano statunitense
- 1987 - Patrick Robinson, giocatore di football americano statunitense
- 1987 - Víctor Rodríguez Soria, ex calciatore andorrano
- 1987 - Oleg Samsonov, ex calciatore russo
- 1987 - Robert Snodgrass, ex calciatore scozzese
- 1987 - Éric Wattellier, arbitro di calcio francese
- 1987 - Evan Rachel Wood, attrice statunitense
- 1987 - Aleksandra Wozniak, ex tennista canadese
- 1988 - Raúl Albentosa, calciatore spagnolo
- 1988 - Carolina Balsanti, ex pallamanista e militare italiana
- 1988 - Jack Crawford, ex giocatore di football americano inglese
- 1988 - Hazem Emam, calciatore egiziano
- 1988 - Alex Harvey, ex fondista canadese
- 1988 - Paul Iacono, attore statunitense
- 1988 - Karim Jammal, rugbista a 15 libanese
- 1988 - Yağmur Koçyiğit, ex pallavolista turca
- 1988 - Hakan Kurtaş, attore turco
- 1988 - Anna Lewandowska, karateka e imprenditrice polacca
- 1988 - Matthias Lindner, calciatore austriaco
- 1988 - Kevin Love, cestista statunitense
- 1988 - Ricky Lumpkin, giocatore di football americano statunitense
- 1988 - Viktorija Marinova, giornalista e conduttrice televisiva bulgara († 2018)
- 1988 - Bernard Onanga Itoua, ex calciatore francese
- 1988 - Luis Ovalle, calciatore panamense
- 1988 - David Schartner, ex calciatore austriaco
- 1988 - Shindy, rapper tedesco
- 1988 - Sin Jin-ho, calciatore sudcoreano
- 1988 - Arnór Smárason, calciatore islandese
- 1988 - Sam Willard, ex cestista statunitense
- 1988 - Damian Wojtaszek, pallavolista polacco
- 1989 - Robert Blanton, giocatore di football americano statunitense
- 1989 - Silvia Busuioc, attrice, modella e ex ballerina moldava
- 1989 - David Cabrera, ex calciatore messicano
- 1989 - Federico Casarini, calciatore italiano
- 1989 - Aggelos Chanti, calciatore greco
- 1989 - Abdelrahman El-Trabely, lottatore egiziano († 2013)
- 1989 - Daniel Fabris, ex hockeista su ghiaccio italiano
- 1989 - Alban Lendorf, ballerino e attore danese
- 1989 - Jonathan Majors, attore statunitense
- 1989 - Xavier Malián, hockeista su pista spagnolo
- 1989 - Toms Mežs, ex calciatore lettone
- 1989 - Hugh Mitchell, attore britannico
- 1989 - Stanislav Mykycej, calciatore ucraino
- 1989 - Aaron Palushaj, hockeista su ghiaccio statunitense
- 1989 - Marco Santucci, pattinatore artistico a rotelle italiano
- 1989 - Barbara Stuffer, ex saltatrice con gli sci italiana
- 1989 - Wellingsson de Souza, calciatore brasiliano
- 1989 - Varatchaya Wongteanchai, ex tennista thailandese
- 1989 - Daiki Yamashita, doppiatore giapponese
- 1989 - Yairo Yau, calciatore panamense
- 1989 - Art'owr Yowspašyan, ex calciatore armeno
- 1989 - Reinier van Lanschot, politico olandese
- 1990 - Cristhian Britos, calciatore uruguaiano
- 1990 - Fang Shuo, cestista cinese
- 1990 - Filippo Ferrarini, ex rugbista a 15 italiano
- 1990 - André Fomitschow, calciatore tedesco
- 1990 - Libor Hudáček, hockeista su ghiaccio slovacco
- 1990 - David Jelínek, cestista ceco
- 1990 - Boualem Khoukhi, calciatore algerino
- 1990 - Fëdor Klimov, pattinatore artistico su ghiaccio russo
- 1990 - Georgi Kostadinov, calciatore bulgaro
- 1990 - Íñigo Peña, canoista spagnolo
- 1990 - Daniele Piller Roner, ex biatleta e fondista italiano
- 1990 - Valentin Porte, pallamanista francese
- 1990 - Yasemen Saylar, ex cestista turca
- 1990 - Luca Zufferli, arbitro di calcio italiano
- 1991 - João Amaral, calciatore portoghese
- 1991 - Serghei Bobrov, calciatore moldavo
- 1991 - Kamil Drygas, calciatore polacco
- 1991 - Emeric Dudouit, calciatore francese
- 1991 - Mattias Falck, tennistavolista svedese
- 1991 - Joe Harris, ex cestista statunitense
- 1991 - Stanimir Marinov, cestista bulgaro
- 1991 - Milan Milovanović, cestista serbo
- 1991 - Namika, cantante e rapper tedesca
- 1991 - Marion Silva Fernandes, ex calciatore brasiliano
- 1991 - Wong Chun Ting, tennistavolista hongkonghese
- 1991 - Alan Čočiev, calciatore russo
- 1992 - Tove Alexandersson, orientista, sci orientista e scialpinista svedese
- 1992 - Gastón Brugman, calciatore uruguaiano
- 1992 - Karl Cochran, ex cestista statunitense
- 1992 - Marius Cozmiuc, canottiere rumeno
- 1992 - Daniel Devine, calciatore nordirlandese
- 1992 - Tomislav Duka, calciatore croato
- 1992 - Kenki Fukuoka, rugbista a 15 e ex rugbista a 7 giapponese
- 1992 - Martin Hinteregger, calciatore austriaco
- 1992 - Gizem Karaca, attrice e modella turca
- 1992 - Sam Kendricks, astista statunitense
- 1992 - Kesi, rapper danese
- 1992 - Aleksej Lucenko, ciclista su strada kazako
- 1992 - Enmy Peña, calciatore dominicano
- 1992 - Lalrindika Ralte, ex calciatore indiano
- 1992 - Alexandra Szarvas, allenatrice di calcio e ex calciatrice ungherese
- 1993 - Andri Aganits, pallavolista estone
- 1993 - Jorn Brondeel, calciatore belga
- 1993 - Lisa Erba, calciatrice italiana
- 1993 - Dimităr Evtimov, calciatore bulgaro
- 1993 - Lautaro Fernández, calciatore argentino
- 1993 - Alex Greenwood, calciatrice britannica
- 1993 - Eliza Jane, attrice pornografica statunitense
- 1993 - Sun Menahem, ex calciatore israeliano
- 1993 - Miloš Milisavljević, cestista serbo
- 1993 - Dominic Poleon, calciatore santaluciano
- 1993 - Vladimir Rodić, calciatore serbo
- 1993 - Ryan Smith, giocatore di football americano statunitense
- 1993 - Kevin Stewart, ex calciatore giamaicano
- 1993 - Anid Travančić, calciatore bosniaco
- 1993 - Serhij Vakulenko, calciatore ucraino
- 1994 - Abdülkerim Bardakcı, calciatore turco
- 1994 - Elinor Barker, ciclista su strada e pistard britannica
- 1994 - Harrison Craig, cantante australiano
- 1994 - Irina Fetisova, pallavolista russa
- 1994 - Rubén González Alves, calciatore spagnolo
- 1994 - Kelly Hunter, pallavolista statunitense
- 1994 - Demetrius Jackson, ex cestista statunitense
- 1994 - Maren Lundby, ex saltatrice con gli sci norvegese
- 1994 - Eros Medaglia, calciatore argentino
- 1994 - Hatty Nawezhi, cestista della Repubblica Democratica del Congo
- 1994 - Duane Notice, cestista canadese
- 1994 - Simon Tibbling, calciatore svedese
- 1994 - Carlos Martín Vigaray, calciatore spagnolo
- 1994 - Kento Yamazaki, attore e modello giapponese
- 1994 - Maksym Zaderaka, calciatore ucraino
- 1994 - Goran Zec, ex giocatore di football americano serbo
- 1995 - Jay-Ann Bravo-Harriott, ex cestista britannica
- 1995 - Alexis Busin, calciatore francese
- 1995 - Vadim Călugher, calciatore moldavo
- 1995 - Sahaj Grover, scacchista indiano
- 1995 - Patrik Johannesen, calciatore faroese
- 1995 - Emily Kay, ex pistard e ciclista su strada britannica
- 1995 - Jailson Marques Siqueira, calciatore brasiliano
- 1995 - Luisa Niemesch, lottatrice tedesca
- 1995 - Alberto Polo, pallavolista italiano
- 1995 - Luka Prelevic, calciatore neozelandese
- 1995 - Marlon Santos da Silva Barbosa, calciatore brasiliano
- 1995 - Zach Sieler, giocatore di football americano statunitense
- 1995 - Oskar Svensson, fondista svedese
- 1995 - Kaito Taniguchi, calciatore giapponese
- 1995 - Abdelrahman Wael, taekwondoka egiziano
- 1995 - Zane Weir, pesista sudafricano
- 1995 - George Williams, calciatore gallese
- 1995 - Adniellyson da Silva Oliveira, calciatore brasiliano
- 1996 - Rhamat Alhassan, ex pallavolista statunitense
- 1996 - Diamante, cantante statunitense
- 1996 - Siriki Dembélé, calciatore ivoriano
- 1996 - Anita Horvat, velocista slovena
- 1996 - Simone Lee, pallavolista statunitense
- 1996 - Donovan Mitchell, cestista statunitense
- 1996 - Kwame Quee, calciatore sierraleonese
- 1996 - Raevyn Rogers, mezzofondista statunitense
- 1996 - Junior Sambia, calciatore francese
- 1996 - Tim Skarke, calciatore tedesco
- 1996 - Arthur Yamga, calciatore francese
- 1996 - Altuğ Çelikbilek, tennista turco
- 1997 - Briam Acosta, calciatore uruguaiano
- 1997 - Diego Bareiro, cestista paraguaiano
- 1997 - Gustav Berggren, calciatore svedese
- 1997 - Marceli Bogusławski, ciclista su strada, ciclocrossista e mountain biker polacco
- 1997 - Dean-Charles Chapman, attore britannico
- 1997 - Arianit Ferati, calciatore tedesco
- 1997 - João Paulo Ferreira Lourenço, calciatore brasiliano
- 1997 - Gustavo Mosquito, calciatore brasiliano
- 1997 - Josh Knight, calciatore inglese
- 1997 - Daiane Limeira, calciatrice brasiliana
- 1997 - Andrija Majdevac, calciatore serbo
- 1997 - Kevin Peterson dos Santos Silva, calciatore brasiliano
- 1998 - Roberto Alvarado, calciatore messicano
- 1998 - Steven Amiez, sciatore alpino francese
- 1998 - Gerardo Arteaga, calciatore messicano
- 1998 - Boubacar Fofana, calciatore francese
- 1998 - Denis Granečný, calciatore ceco
- 1998 - Damian Hardung, attore tedesco
- 1998 - Mikayla Harvey, ciclista su strada neozelandese
- 1998 - Chimwemwe Idana, calciatore malawiano
- 1998 - Ivan Ivančenko, calciatore russo
- 1998 - Ermal Krasniqi, calciatore kosovaro
- 1998 - Jakov Medić, calciatore croato
- 1998 - Olabiran Muyiwa, calciatore ivoriano
- 1998 - Cindy Ngamba, pugile camerunese
- 1998 - Ion Nicolăescu, calciatore moldavo
- 1998 - Eveliina Piippo, fondista finlandese
- 1998 - Ola Solbakken, calciatore norvegese
- 1998 - Nicolás Thaller, calciatore argentino
- 1998 - Illja Tyrtyšnyk, cestista ucraino
- 1998 - YK Osiris, rapper e cantante statunitense
- 1999 - Gracie Abrams, cantautrice statunitense
- 1999 - Mohammad Reza Azadi, calciatore iraniano
- 1999 - Amadou Ciss, calciatore senegalese
- 1999 - Bryan Cook, giocatore di football americano statunitense
- 1999 - Chris Corning, snowboarder statunitense
- 1999 - Rivaldo Correa, calciatore colombiano
- 1999 - Michelle Creber, attrice, doppiatrice e cantante canadese
- 1999 - Luis Meseguer, calciatore spagnolo
- 1999 - Cameron Ocasio, attore statunitense
- 1999 - Justin Ospelt, calciatore liechtensteinese
- 1999 - Riley Patterson, giocatore di football americano statunitense
- 1999 - Max Pircher, giocatore di football americano italiano
- 1999 - Pablo Thomaz, calciatore brasiliano
- 2000 - Finn Azaz, calciatore irlandese
- 2000 - Alessandra Bonora, velocista italiana
- 2000 - Johan Hove, calciatore norvegese
- 2000 - Hernán López Muñoz, calciatore argentino
- 2000 - Sōta Miura, calciatore giapponese
- 2000 - Jeremy Ngakia, calciatore congolese (Repubblica Democratica del Congo)
- 2000 - Ariarne Titmus, nuotatrice australiana
- 2000 - Cooper Woods, sciatore freestyle australiano

## XXI secolo(18)
- 2001 - Jason Dupasquier, pilota motociclistico svizzero († 2021)
- 2001 - Bryden Hattie, tuffatore canadese
- 2001 - Mao Hosoya, calciatore giapponese
- 2001 - Xandra Velzeboer, pattinatrice di short track olandese
- 2002 - Bálint Katona, calciatore ungherese
- 2002 - Deniss Meļņiks, calciatore lettone
- 2002 - Laura Paris, ginnasta italiana
- 2002 - Adaam, rapper svedese
- 2002 - Vanderlan, calciatore brasiliano
- 2003 - Kristian Arnstad, calciatore norvegese
- 2003 - Michael Czerwiński, pallavolista austriaco
- 2003 - Mayer Gil, calciatore colombiano
- 2003 - Diego Luna, calciatore statunitense
- 2004 - Amir Ganah, calciatore israeliano
- 2004 - Zsombor Gruber, calciatore ungherese
- 2004 - Kacper Urbański, calciatore polacco
- 2005 - Assane Diao, calciatore senegalese
- 2006 - Ian Chen, attore e doppiatore statunitense

## Senza anno specificato(1)
- Colin Lawrence, attore inglese